# Luke Scott
Luke James Scott (Londra, 1º maggio 1968) è un regista britannico.

## Biografia
Figlio secondogenito del regista Ridley Scott, ha iniziato a lavorare con il padre come regista di seconda unità per il film Exodus - Dei e re. L'anno successivo lavora anche per il film Sopravvissuto - The Martian, diretto sempre dal padre.
Nel 2016 esordisce alla regia con il film Morgan, in cui il padre riveste il ruolo di produttore.

## Vita privata
Ha anche altri due fratelli: Jake e Jordan, anch'essi registi.

## Filmografia

### Regista

#### Lungometraggi
- Morgan (2016)

#### Seconda unità
- Exodus - Dei e re (Exodus: Gods and Kings), regia di Ridley Scott (2014)
- Sopravvissuto - The Martian (The Martian), regia di Ridley Scott (2015)

#### Cortometraggi
- Loom (2012)
- 2036: Nexus Dawn (2017)
- 2048: Nowhere to Run (2017)

#### Televisione
- The Hunger - serie TV, 1 episodio (1999)
- Raised by Wolves - Una nuova umanità - serie TV, 3 episodi (2020)